# Prisoners of the Ghostland
Pour plus de détails, voir Fiche technique et Distribution.
Prisoners of the Ghostland est un film d'action horrifique américano-japonais réalisé par Sion Sono et sorti en 2021.
Il est présenté en avant-première au festival du film de Sundance 2021.

## Synopsis
Un criminel a pour mission de retrouver et de sauver une jeune fille kidnappée dans un univers surnaturel appelé le « Ghostland » où ils devront briser la malédiction qui les garde prisonniers de mystérieux revenants.

## Fiche technique
Sauf indication contraire, les informations mentionnées dans cette section peuvent être confirmées par la base de données cinématographiques IMDb,  présente dans la section « Liens externes ».
- Titre original : Prisoners of the Ghostland
- Réalisation : Sion Sono
- Scénario : Aaron Hendry et Reza Sixo Safai
- Musique : Joseph Trapanese
- Photographie : Sôhei Tanikawa
- Montage : Taylor Levy
- Décors : Toshihiro Isomi
- Costumes : Chieko Matsumoto
- Production : Nate Bolotin, Michael Mendelsohn, Ko Mori, Laura Rister et Reza Sixo Safai
  - Production exécutive : Natalie Perrotta
- Société de production : XYZ Films, Eleven Arts, Patriot Pictures et Untitled Entertainment
- Distribution : RLJE Films (États-Unis), Bitters End (Japon)
- Pays de production :  Japon,  États-Unis
- Langue originale : anglais
- Format : couleur
- Genre : thriller, action, horreur
- Durée : 103 minutes
- Dates de sortie :
  - États-Unis : 31 janvier 2021 (festival du film de Sundance) ; 17 septembre 2021
  - France : 23 février 2022 (en DVD)

## Distribution
- Nicolas Cage (VF : Dominique Collignon-Maurin) : Hero
- Sofia Boutella : Bernice
- Bill Moseley (VF : Jean-François Vlérick) : le gouverneur
- Nick Cassavetes : Psycho
- Teresa Ruiz
- Narisa Suzuki
- Yurino
- Shin Shimizu
- Takato Yonemoto
- Saki Ohwada
- Teruaki Ogawa
- Charles Glover
- Grace Santos : Angel
- Christina Virzi : Crystal
- Jeffrey Rowe

## Distinction

### Sélection
- L'Étrange Festival 2021 : compétition officielle[1]